# Ernie Clements
Ernest Albert „Ernie“ Clements (* 15. Februar 1922 in Hadley, Shropshire; † 3. Februar 2006 in Malvern, Worcestershire) war ein britischer Radrennfahrer und nationaler Meister im Radsport.

## Sportliche Laufbahn
Clements startete für den Verein Birchfield CC Birmingham, in dem er mit 15 Jahren mit dem Radsport begonnen hatte. Er war Teilnehmer der Olympischen Sommerspiele 1948 in London. Bei den Spielen 1948 schied er im olympischen Straßenrennen beim Sieg von José Beyaert aus. Die britische Mannschaft mit Bob Maitland, Gordon „Tiny“ Thomas, Ernie Clements und Ian Scott gewann die Silbermedaille in der Mannschaftswertung.
Dreimal, 1942, 1943 und 1945, gewann er die nationale Meisterschaft im Straßenrennen der Amateure des Verbandes B.L.R.C. (British League of Racing Cyclists). 1944 wurde er Vize-Meister hinter Percy Stallard, der von einem Raddefekt profitierte, den Clements kurz vor dem Ziel erlitt. Obwohl er als Mitglied des Verbandes B.L.R.C. offiziell nicht an Rennen des Verbands N.C.U. teilnehmen durfte, gelang es ihm 1946 die nationale Meisterschaft der N.C.U. zu gewinnen.
1945 wurde er Meister im Einzelzeitfahren, in der Berg-Meisterschaft wurde er Vize-Meister hinter Ted Jones. 1948 wurde er hinter Bob Maitland Vize-Meister, nun im Verband N.C.U. (National Cyclists’ Union). Er war Mitglied der N.C.U. geworden, weil es ihm nur so möglich war an Weltmeisterschaften und den Olympischen Spielen teilzunehmen (die N.C.U. war Mitglied in der UCI).
Im Etappenrennen von Brighton nach Glasgow gewann er eine Etappe. 1947 startete er bei den UCI-Straßenweltmeisterschaften.
Clements gewann 1943 die erste Auflage der Tour of the Peaks, ein damals bekanntes Eintagesrennen in Derbyshire. 1944 konnte er diesen Erfolg wiederholen. 1943 siegte er in der Tour of the Chilterns.

## Berufliches
Clements wurde nach seiner aktiven Laufbahn bekannt als Konstrukteur und Hersteller von Fahrrädern. 1947 begann er in Wellington, später in Telford eine Fabrik zur Produktion von Fahrrädern aufzubauen, die auch die damals bekannte Marke Coventry-Eagle herstellte. Später wurde er Chef der Firma Falcon Cycles und nannte seine Radmarke nun Falcon. In dieser Zeit war er auch Sponsor des professionellen Radsportteams Falcon. Bis in die 1970er Jahre blieb er Geschäftsführer der Firma. Danach gründete er seinen eigenen Fahrradladen „Cycles Clements“, der nach seinem Tod als Familienbetrieb weitergeführt wurde.

## Ehrungen
Zu seinen Ehren wurde das zweitägige Etappenrennen Ernie Clements Memorial für Fahrer der Seniorenklasse begründet.